# Бенчли, Питер
 Питер Брэдфорд Бенчли  (англ. Peter Bradford Benchley; 8 мая 1940 — 11 февраля 2006) — американский писатель и сценарист, более всего известный благодаря своему роману «Челюсти» и его экранизации. Сценарий к первому фильму написан Бенчли совместно с Карлом Готлибом, фильм снял режиссёр Стивеном Спилбергом. По сюжетам некоторых других его книг также сняты кинофильмы, включая «Бездну» и «Остров».
Он сын автора Натаниэля Бенчли и внук основателя группы Algonquin Round Table Роберта Бенчли. Его младший брат Нат Бенчли тоже писатель и актёр. Питер Бенчли окончил школу Phillips Exeter Academy и Гарвард.
После окончания колледжа Бенчли работал на газету Вашингтон Пост, затем в качестве редактора в журнале Newsweek и в Белом доме в должности автора речей президента Линдона Джонсона.

## Роман «Челюсти»
Бенчли развил идею акулы-людоеда, терроризирующий общество после того как прочитал про рыбака, поймавшего большую белую акулу весом в 4550 фунтов на побережье Лонг-Айленда в 1964 году. Часть материала Бенчли взял из трагической истории нападений акул на побережье Джерси в 1916.
Том Конгдон, редактор издательства Doubleday увидел несколько статей Бенчли и пригласил его на ланч, чтобы обсудить некоторые идеи для книг. Конгдона не впечатлили предложения Бенчли о документальных произведениях, но он заинтересовался идеей Бенчли о написании романа о большой белой акуле, терроризирующей сферу пляжного туризма. Источником вдохновения идеи послужили несколько больших белых акул, пойманных в 1960-х у островов Лонг-Айленд и Блок капитаном Фрэнком Мундусом на лодке «Montauk». Конгдон предложил Бенчли аванс в тысячу долларов, что побудило его написать первые 100 страниц романа. Большую часть работы пришлось переписать, поскольку редактору не понравился первоначальный тон. Бенчли работал над романом зимой в комнате над отопительной компанией в Пеннингтоне, Нью-Джерси и летом в перестроенном индюшатнике в Стонингтоне, Коннектикут.
«Челюсти» были опубликованы в феврале 1974 и возымели большой успех, оставаясь в списке бестселлеров 44 недели. Стивен Спилберг заявил, что сначала он нашёл, что многие персонажи несимпатичны и захотел, чтобы акула победила. Литературные критики, такие как Майкл А. Роджерс из журнала Rolling Stone разделяли это чувство, но книга задела струну в душе читателей.
Бенчли стал соавтором сценария фильма Стивена Спилберга 1975 года вместе с Карлом Готлибом (также участие приняли Говард Саклер и Джон Милиус, который стал автором черновика знаменитой речи корабля USS Indianapolis). Бенчли появился в роли репотрёра на пляже. В фильме снялись Рой Шайдер, Ричард Дрейфус и Роберт Шоу. Фильм вышел летом, которое традиционно считалось «кладбищенским сезоном» для фильмов.
Тем не менее студия Universal решила поломать традицию выпуска фильма с обширной телерекламой. Трудоёмкий процесс монтажа фильма был выполнен Верной Филдс. Композитор Джон Уильямс написал к фильму зловещую музыку. Режиссёру фильма Стивену Спилбергу удалось создать такую атмосферу тревожной неопределённости, что он был провозглашён наследником режиссёра Альфреда Хичкока, «мастера саспенса». «Челюсти» стал первым фильмом собравшим 100 млн долларов в американском прокате. В конечном итоге фильм собрал 450 млн долларов по миру. Джордж Лукас воспользовался похожей стратегией в 1977 для фильма «Звёздные войны», которые побили рекорд кассовых сборов «Челюстей», с этих пор появился жанр летнего блокбастера. Вышло три сиквела фильма (но ни одному из них по отзывам критиков и по коммерческим результатам не сопутствовал такой же успех как первому фильму), две видеоигры («Челюсти» в 1987 и («Jaws Unleashed» в 2006, обе игры в основном получили негативные критические отзывы). По теме фильма студией Universal Studios Florida были созданы тематические парки в Орландо (Флорида) и в Голливуде (Калифорния) и два мюзикла: «JAWS The Musical!», премьера которого состоялась летом 2004 на фестивале Minnesota Fringe Festival и «Giant Killer Shark: The Musica», премьера которого состоялась летом 2006 на фестивале Toronto Fringe Festival.
По расчётам Бенчли он заработал с продаж книги, прав на фильм и участие в журнальных и книжных клубах столько чтобы 10 лет работать независимо в качестве сценариста.

## Последующая карьера
Вторым довольно успешным романом стала «Бездна» (1976) о супружеской паре в ходе медового месяца нашедшей затонувшие сокровища на бермудских скалах — испанское золото 17-го столетия и груз морфина времён Второй мировой войны, ставшей впоследствии целью наркосиндиката. Источником написания романа стала случайная встреча писателя на Бермудах (он писал рассказ для журнала National Geographic) с аквалангистом Тедди Тиккером. Бенчли стал соавтором сценария для фильма выпущенного в 1977 году (вместе с Трейси Кенан Уинн и Томом Манкевичем, его фамилия не обозначена в титрах). Режиссёром фильма стал Петер Йетс, в ролях снялись Роберт Шоу, Ник Нолти и Жаклин Биссет. Фильм имел умеренный успех и попал в десятку самых быстрорастущих американских фильмов 1977 года, хотя его кассовые сборы сильно упали вскоре после выхода фильма «Челюсти».
«Остров» опубликованный в 1979 — история потомков пиратов 17-го столетия которые терроризируют прогулочные суда в Карибском море, что приводит к возникновению тайны Бермудского треугольника. Бенчли снова написал сценарий для фильма «Остров», который вышел в 1980 (в ролях Майкл Кейн и Дэвид Уорнер) и стал кассовым провалом.
В 1980-х Бенчли написал три романа, но они уже не продавались так хорошо как его предыдущие работы. «Девушка из Моря Кортеса» привлекательная история стейнбековского типа о сложных отношениях человека и моря была его лучше всего рецензируемой книгой и даже стала культовой после опубликования. Этот роман продемонстрировал растущий интерес писателя к экологическим вопросам и предвосхитил его будущую роль страстного и умного защитника важности поднятия вопроса о текущем дисбалансе между человеческой деятельностью и морской средой. В 1986 был опубликован «Q Clearance» об опыте писателя как сотрудника Белого дома при президенте Джонсоне. В 1989 вышел «Rummies» (другое название Lush) как полуавтобиографическое произведение, источником вдохновения к его написанию послужила семейная история Бенчли злоупотребления алкоголем. Первая часть романа представляет собой относительно простой и повествовательный отчёт об спуске жителей пригорода в алкогольный ад, вторая часть происходящая в токсикологической клинике в Нью-Мехико поворачивает сюжет в область дико неправдоподобного триллера.
К морской теме он вернулся в 1992 написав роман «Beast» (Тварь) о гигантском кальмаре, терроризирующем Бермуды. По мотивам романа был снят телефильм, название было слегка изменено на «The Beast». Его следующий роман «White Shark» (Белая акула) был опубликован в 1994. История о созданном нацистами генетическом гибриде человека и акулы не стала популярной и не получила признания критиков. По мотивам романа был снят телефильм под названием «Creature». Кристофер Леман-Хаупт из «New York Times» заявил, что это «больше похоже на Арнольда Шварценеггера чем на какую бы то ни было рыбу». В 1999 году был выпущен телесериал «Амазония» о группе выживших пассажиров самолёта потерпевшего крушение среди обширных джунглей.
В последнее десятилетие своей карьеры Бенчли писал документальные работы о море и об акулах, ратуя за их сохранение. Среди этих работ была его книга под заголовком «Shark Trouble», которая иллюстрирует как обман и погоня за сенсацией может подорвать необходимость понимания обществом морской экосистемы и потенциальные негативные последствия взаимодействия человека с ней. Эта работа, переизданная в 2001 и в 2003 написана чтобы помочь обществу (пережившему «Челюсти») как можно полнее понять «море со всей его красотой, тайной и властью». В работе подробно излагается то, как всё более человек выглядит как агрессор в отношениях с морем, действуя с неведением и жадностью, с какой виды всё более подвергаются чрезмерным выловам.
Бенчли состоял членом Национального совета защиты окружающей среды (National Council of Environmental Defense) и представителем его океанических программ. «Акула в новых „Челюстях“ не может быть злодеем, о ней следует писать как о жертве, поскольку в мире акулы скорее всё более подавляются, чем подавляют».
Бенчли также был одним из членов-учредителей совета Bermuda Underwater Exploration Institute (BUEI).
Бенчли скончался от лёгочного фиброза в 2006.

## Работы Бенчли

### Художественные
- Челюсти (1974)
- Бездна (1976)
- Остров (1979)
- Девушка из моря Кортеса (1982)
- Q Clearance (1986)
- Rummies (1989)
- The Beast (1996)
- Белая акула (1994)
- Creature (перепубликованная White Shark) (1997)

### Документальные
- 1964: Time and a Ticket
- 1970: Life’s Tempo on Nantucket
- 1994: Ocean Planet: Writings and Images of the Sea
- 2001: Shark Trouble: True Stories About Sharks and the Sea
- 2002: Shark!: True Stories and Lessons from the Deep
- 2005: Shark Life: True Stories About Sharks and the Sea (с Karen Wojtyla)

### Фильмы
- Челюсти, фильм 1975 года.
- Бездна, фильм 1977 года.
- Челюсти 2, персонажи взяты из предыдущего фильма Челюсти.
- Остров, фильм 1980 года.
- Челюсти 3 (1983), персонажи взяты из фильма Челюсти.
- Челюсти: Месть, четвёртый фильм персонажи которого взяты из фильма Челюсти.
- Dolphin Cove, телесериал 1989 года.
- The Beast, фильм 1996 года.
- Тварь Питера Бенчли, фильм 1998 года.
- Амазония, телесериал 1999 года.
- Миссис Паркер и порочный круг (1994) в роли Фрэнка Кроуниншилда.